# Біле (Куп'янський район)
Бі́ле — село в Україні, у Курилівській сільській громаді Куп'янського району Харківської області. Населення становить 248 осіб.

## Географія
Село Біле знаходиться на відстані 4 км від річка Синиха та за 5 км від Оскільського водосховища. По селу протікає річка Куп'янка. Також на території села є два ставки.

## Історія
1694 — дата заснування.
Під час організованого радянською владою Голодомору 1932—1933 років померло щонайменше 207 жителів села.
19 липня 2020 року, в результаті адміністративно - територіальної реформи та ліквідації колишнього Куп'янського району (1923— 2020), село увійшло до складу новоутвореного Куп'янського району Харківської області. 

## Населення

### Мова
Розподіл населення за рідною мовою за даними перепису 2001 року:
| Мова            | Кількість | Відсоток |
| --------------- | --------- | -------- |
| українська      | 239       | 96.37%   |
| російська       | 8         | 3.23%    |
| інші/не вказали | 1         | 0.40%    |
| Усього          | 248       | 100%     |

## Економіка
- Молочно-товарна і вівце-товарна ферми.